# Else Trangbæk
Else Trangbæk (* 7. Februar 1946 geb. Thorsager in Viborg, Jütland) ist eine dänische Turnerin, Olympiateilnehmerin, Professorin für Sportwissenschaft und Sportgeschichte sowie Sportfunktionärin.

## Sportliche Erfolge
Else Trangbæk war 6-mal Dänische Meisterin im Mehrkampf im Turnen (1964–1966, 1968–1970), 20-mal Dänische Meisterin in turnerischen Einzeldisziplinen während derselben Zeit, Teilnehmerin an Nordischen, Europa-, Weltmeisterschaften und 1968 an den Olympischen Sommerspielen 1968.

## Berufliche Laufbahn
Nach dem Abschluss der Handelsschule 1962 wurde sie als Angestellte einer Bank ausgebildet und bestand 1969 das Handelsexamen. Nach Abschluss der sportlichen Laufbahn holte sie von 1972 bis 1974 in staatlichen Kursen die Hochschulreife nach. So dann begann sie an der Universität Kopenhagen Geschichte und an der Sporthochschule Kopenhagen Sport zu studieren. Nach dem Abschluss als Diplomsportlehrerin arbeitete sie von 1978 an als Lehrkraft an der Sporthochschule und wurde 1980 als Lektorin auf eine Dauerstelle übernommen. 1987 folgte die Promotion in Geschichte an der Universität Kopenhagen, woraufhin sie zur Hochschuldozentin aufgestuft wurde. Von 1992 bis 1997 war sie die Leiterin der Sporthochschule und führte die erfolgreichen Verhandlungen der Integration der Sporthochschule als Fakultät der Universität Kopenhagen. 1997 wurde sie als Dozentin der Universität übernommen, von 2002 bis 2006 war sie Abteilungsleiterin innerhalb der Sportfakultät. 2007 wurde sie zur Professorin für Sportgeschichte berufen. Von 2007 bis 2011 war sie die Direktorin des Sportinstituts, 2011 wurde sie emeritiert. Sie gehört seitdem dem Centrum för Idrottsforskning, Stockholm, als externe Forscherin an.

## Wissenschaftliche Bedeutung
Else Trangbæk hat die historische Frauensportforschung auf einer internationalen Ebene bereichert, indem sie den skandinavischen Zugang internationalisiert hat. Hierdurch konnte sie zeigen, dass das Erschließen des öffentlichen Raumes durch Frauen mit Hilfe des Eislaufes, des Radfahrens etc. der Emanzipation der Frauen mehr positive Wirkung hatte als es Funktionärslaufbahnen erbracht hätten. Hierzu hat sie sich frühzeitig mit Oral History befasst, um die Sportpionierinnen der ersten Generation noch selbst zu interviewen. Obwohl sie deutlich andere Positionen als Gertrud Pfister vertritt, sorgte sie dafür, dass diese von der FU Berlin an die Universität Kopenhagen wechselte, um die Frauensportgeschichte voranzutreiben. Mit ihren Filmproduktionen hat sie zudem Sport und Sportgeschichte popularisiert. Der Worldcat führt 425 Titel von ihr.

## Ehrenämter
Else Trangbæk hat sich ehrenamtlich in den Gremien des Sports engagiert.
- 1984–1996: Vorsitzende der Dänischen Sporthistoriker
- 1987–1992: Mitglied im Forschungsrates für dänischen Spitzensport
- 1996–1999: Vorsitzende des Dänischen Sportforschungsrats
- 1996–2002: Vizepräsidentin des European Committee for Sports History
- 1997–2003: Vorsitzende des Stadtsportbundes Kopenhagens
- 2000–2008: Mitglied des Vorstandes des ISHPES
- 2002–2009: Mitglied des Vorstandes des Dänischen Olympischen Komitees (DIF)[6]
- 2004–2012: Mitglied des Beratergremiums des Dänischen Kultusministeriums
- 2008–2010: Mitglied des Vorstandes von Team Denmark (= Dänische Spitzensportorganisation)
- Seit 2008: Vorsitzende des Aufnahmekomitees der dänischen Hall of Fame des Sports
- 2010: Vizepräsidentin Team Denmark[7]

## Auszeichnungen
- 1990: Gerlev-Preis für Sport und Kultur
- 1994: Frauen-Ehrenpreis des Dänischen Olympischen Komitees
- 1996: Aufnahme als Fellow in das European Committee for Sports History
- 2003: ISHPES Ehrenpreis für Sportgeschichte
- 2005: Lynn-Vendien-Preis IAPESGW für Verdienste um den Frauensport
- 2009: Ehrenpreis des Dänischen Olympischen Komitees
- 2020: Women and Sport Award des IOC[8]